# كرتيا
كرتيا، قرية فلسطينية مهجرة، كانت تقع شمالي شرق غزة، على طريق الفالوجة– المجدل، على بعد كيلومتر واحد شمالي غرب الفالوجة، وتجاورها قرى حتا، عراق سويدان وبيت عفا. قامت على أرض منبسطة ترتفع 75م عن سطح البحر. يمرّ بطرفيّ القرية الجنوبي والغربي وادي المفرض القادم من الفالوجة، مما أكسبها ذلك في الماضي مدرعة دفاعية يدلّ عليها اسمها اليوناني الذي يعني القوة. بالإضافة لذلك، في أرض القرية آثار خرائب قديمة كثيرة تعود إلى أيام الصليبيين والمماليك.
كانت مساحة القرية 48 دونمًا، شغلتها المساكن المبنية من اللبن، واتجه نموّها العمراني نحو الشمال بتأثير مرور طريق المجدل– الفالوجة شماليها، وبسبب وجود الوادي في الجنوب والغرب.
كان عدد سكان القرية سنة 1922 نحو 736 نسمة، الذين وصلوا سنة 1945 إلى 1,370 نسمة. ضّمت مطحنة للحبوب ومدرسة ابتدائية، وكانت تتبع في جميع شؤونها الإدارية والتعليمية والتجارية لقرية الفالوجة المجاورة.
دمّر اليهود القرية عام 1948، هجّروا سكانها وأقاموا على أراضيها فيما بعد مستعمرات “عوتيم ونهورا وقومميوت” وزرعوا الحبوب والبرسيم في المنطقة.

## احتلال القرية وتطهريها عرقيًّا
نفّذ لواء «غفعاتي» عمليتين على الجبهة الجنوبية في المنطقة المحيطة بالقرية خلال الأيام العشرة بين هدنتيّ الحرب. في العملية الثانية، حاول لواء «غفعاتي» ربط سيطرته بتلك التي تسيطر القوات الصهيونية عليها في النقب. وعلى الرغم من عجزه عن تحقيق هذا الهدف، نجح في احتلال المزيد من الأراضي في منطقة غزة، وتسبّب بتشريد سكان الكثير من القرى الفلسطينية. كانت كرتيا بين هذه القرى، احتلت ليل 18-17 يوليو 1948، قبل أن تدخل الهُدنة الثانية حيّز النتفيذ مباشرة، وذلك استنادًا إلى «تاريخ حرب الاستقلال». كانت الوحدات المشاركة تابعة للكتيبة الثالثة في لواء غفعاتي ولكتيبة المغاوير التاسعة في اللواء المدرع، اقتحمت هذه الوحدات الأخيرة القرية واحتلتها. نشب فيما بعد قتال ضارّ مع القوات المصرية التي وصلت إلى مشارف القرية. وبينما كانت دبابات مصرية على وشك اختراق الدفاعات الإسرائيلية من الجنوب، جابهتهما وحدة مزوّدة بأسلحة مضادة للدبابات وغيّرت سير المعركة كما جاء في رواية «الهاغاناه». كانت هذه الوحدة احتمت وراء سياج من الصبّار وأصابت إحدى الدبابتين إصابة مباشرة، فأوقفت بذلك التقدّم المصري. وفي الساعة السابعة من مساء اليوم ذاته، دخلت الهدنة الثانية حيّز التنفيذ.
كتب مراسل صحيفة «نيورك تايمز» يقول أنّ سقوط كرتيا زاد في عزلة المصريين الذين أصبحوا في موقع مكشوف حين تم وقف إطلاق النار، غير أنّ هذا النجاح الإسرائيلي لم يؤدِ إلى تحقيق الرغبة الإسرائيلية في الاتصال بالنقب، لأنّ القوات المصرية احتلت مواقع أخرى خارج القرية مباشرةً لسدّ الطريق نحو الجنوب. وقامت وحدات من لواء «عوديد»، كانت أسلت إلى الجنوب للاستيلاء على هذه المواقع في النصف الثاني من تشرين الأول\ أكتوبر. هذه المواقع هي التي أصبحت تعرف بـ «جيب الفالوجة» الذي استولت «إسرائيل» عليه فيما بعد بمقتضى اتفاقية الهدنة.

## القرية اليوم
ينتشر الركام في الموقع وتبدو مقبرة خربة ظاهرة للعيان. بالإضافة لذلك، يزرع الإسرائيليون الحبوب في الموقع وفي الأراضي المجاورة.

## المستعمرات الإسرائيلية على أراضي القرية
ثمة ثلاث مستعمرات إسرائيلية على أراضي القرية هي «كومميوت» التي أسست في سنة 1950، «رفاحا» التي أقيمت في سنة 1953 بالقرب من موقع القرية و «نهورا» التي أقيمت في سنة 1956 على جزء من أراضي القرية وعلى جزء آخر من أراضي الفالوجة.